# Leichtathletik-Jugendweltmeisterschaften 1999
Die 1. Leichtathletik-Jugendweltmeisterschaften fanden vom 16. bis 18. Juli 1999 in der polnischen Stadt Bydgoszcz (deutsch: Bromberg) im dortigen Zdzisław-Krzyszkowiak-Stadion statt.
Die 1.103 Athleten (506 Mädchen und 597 Jungen) kamen aus 137 Ländern.

## Jungen

### 100 m
| Platz | Athlet             | Land | Zeit (s) |
| ----- | ------------------ | ---- | -------- |
| 1     | Mark Lewis-Francis | GBR  | 10,40    |
| 2     | Bryan Sears        | USA  | 10,42    |
| 3     | Omar Brown         | JAM  | 10,43    |
| 4     | Kazuya Kitamura    | JPN  | 10,50    |
| 5     | Salem al-Yami      | KSA  | 10,51    |
| 6     | Tim Goebel         | GER  | 10,54    |
| 7     | Davion Spence      | JAM  | 10,59    |
| 8     | Taiwo Ajibade      | NGR  | 10,63    |

### 200 m
| Platz | Athlet           | Land | Zeit (s) |
| ----- | ---------------- | ---- | -------- |
| 1     | Timothy Benjamin | GBR  | 20,72    |
| 2     | Omar Brown       | JAM  | 21,09    |
| 3     | Bryan Sears      | USA  | 21,16    |
| 4     | Matthew Bouveng  | AUS  | 21,53    |
| 5     | Salem al-Yami    | KSA  | 21,54    |
| 6     | Winston Smith    | JAM  | 21,76    |
| 7     | Sam Watts        | GBR  | 22,00    |
| 8     | Jacner Palacios  | COL  | 21,88    |

### 400 m
| Platz | Athlet                 | Land | Zeit (s) |
| ----- | ---------------------- | ---- | -------- |
| 1     | William Mandla Nkosi   | RSA  | 46,94    |
| 2     | Glaudel Garzón         | CUB  | 47,00    |
| 3     | Mark Van Soest         | RSA  | 47,19    |
| 4     | Japheth Ogamba         | KEN  | 47,32    |
| 5     | Ivory McCann           | USA  | 47,55    |
| 6     | Travon Walton          | USA  | 47,92    |
| 7     | Hamed Hamadan al-Bishi | KSA  | 48,03    |
|       | Nicholas Wachira       | KEN  | DNS      |

### 800 m
| Platz | Athlet               | Land | Zeit (min) |
| ----- | -------------------- | ---- | ---------- |
| 1     | Nicholas Wachira     | KEN  | 1:50,70    |
| 2     | Berhanu Alemu        | ETH  | 1:50,79    |
| 3     | Mohammad al-Azemi    | KUW  | 1:51,24    |
| 4     | Philip Rotich        | KEN  | 1:51,53    |
| 5     | Lucas Seleka         | RSA  | 1;53,64    |
| 6     | Catalin Netcu        | ROU  | 1:53,89    |
| 7     | Erik Sproll          | CAN  | 1:53,92    |
|       | William Mandla Nkosi | RSA  | DNF        |

### 1500 m
| Platz | Athlet             | Land | Zeit (min) |
| ----- | ------------------ | ---- | ---------- |
| 1     | Cornelius Chirchir | KEN  | 3:44,02    |
| 2     | Michael Too        | KEN  | 3:44,70    |
| 3     | Osman Yusif        | KSA  | 3:45,53    |
| 4     | Abubaker Ali Kamal | QAT  | 3:45,72    |
| 5     | Johan Cronje       | RSA  | 3:46,45    |
| 6     | Hamza Abdenouz     | ALG  | 3:48,46    |
| 7     | Nikolai Babitschew | RUS  | 3:50,05    |
| 8     | Mark Fountain      | AUS  | 3:50,70    |

### 3000 m
| Platz | Athlet                   | Land | Zeit (min) |
| ----- | ------------------------ | ---- | ---------- |
| 1     | Pius Maluko Muli         | KEN  | 8:08,16    |
| 2     | Kenenisa Bekele          | ETH  | 8:09,89    |
| 3     | Anouar Assila            | MAR  | 8:13,54    |
| 4     | Hussan Adelo             | ETH  | 8:20,87    |
| 5     | Shuichi Fujii            | JPN  | 8:21,23    |
| 6     | Mo Farah                 | GBR  | 8:21,25    |
| 7     | Job Sikoria              | UGA  | 8:21,96    |
| 8     | Michael Kipkorir Kipyego | KEN  | 8:22,17    |

### 10.000 m Bahngehen
| Platz | Athlet            | Land | Zeit (min) |
| ----- | ----------------- | ---- | ---------- |
| 1     | Jewgeni Demkow    | RUS  | 42:26,07   |
| 2     | Alexander Strokow | RUS  | 42:36,52   |
| 3     | Takayuki Tanii    | JPN  | 42:40,86   |
| 4     | Benjamin Kuciński | POL  | 44:24,26   |
| 5     | Horacio Nava      | MEX  | 44:41,89   |
| 6     | Andrej Talaschka  | BLR  | 45:29,60   |
| 7     | Colin Griffin     | IRL  | 46:14,36   |
| 8     | Matej Tóth        | SVK  | 46:49,33   |

### 110 m Hürden
| Platz | Athlet                | Land | Zeit (s) |
| ----- | --------------------- | ---- | -------- |
| 1     | Ladji Doucouré        | FRA  | 13,26    |
| 2     | Nassim Mezian Brahimi | QAT  | 13,36    |
| 3     | Paul Whitty           | CAN  | 13,59    |
| 4     | Stefanos Ioannou      | CYP  | 13,77    |
| 5     | Joshua Walker         | USA  | 13,84    |
| 6     | André Streese         | GER  | 13,88    |
| 7     | Ruaan Vorster         | RSA  | 13,97    |
| 8     | Adel al-Saihati       | KSA  | 13,99    |

### 400 m Hürden
| Platz | Athlet                   | Land | Zeit (s) |
| ----- | ------------------------ | ---- | -------- |
| 1     | Marnus Kritzinger        | RSA  | 49,86    |
| 2     | Sergio Hierrezuelo       | CUB  | 49,95    |
| 3     | Vincent Mumo Kiilu       | KEN  | 51,50    |
| 4     | Sean Avery               | AUS  | 52,01    |
| 5     | Tristan Anthony          | GBR  | 52,20    |
| 6     | Alexander Borschtschenko | RUS  | 52,34    |
| 7     | Jeffrey Christie         | USA  | 52,69    |
| 8     | Michail Lipski           | RUS  | 52,95    |

### 2000 m Hindernis
| Platz | Athlet               | Land | Zeit (min) |
| ----- | -------------------- | ---- | ---------- |
| 1     | Saif Saaeed Shaheen  | KEN  | 5:31,89    |
| 2     | Luleseged Wale       | ETH  | 5:32,61    |
| 3     | Philip Simbolei      | KEN  | 5:41,77    |
| 4     | Liam Reale           | IRL  | 5:50,41    |
| 5     | Said Hersi           | QAT  | 5:54,04    |
| 6     | Thomas Hopkins       | GBR  | 5:54,43    |
| 7     | Rami Ghazi           | KSA  | 5;54,46    |
| 8     | Hristóforos Meroúsis | GRE  | 5:55,01    |

### 4 × 100 m Staffel
| Platz | Land               | Athleten                                                           | Zeit (s) |
| ----- | ------------------ | ------------------------------------------------------------------ | -------- |
| 1     | Jamaika            | Winston Smith Michael Frater Davion Spence Omar Brown              | 40,03    |
| 2     | Japan              | Yosuke Tahara Kazuya Kitamura Yoshitaka Kaneko Yusuke Omae         | 40,14    |
| 3     | Deutschland        | Johannes Fischer Christoph Lehner Norman Grittke André Streese     | 41,13    |
| 4     | Spanien            | Martin Rodriguez-Fraile Txomi Txurruka Guillermo Vidal Iñaki Casas | 41,36    |
| 5     | Ungarn             | Gergely Lèpold Gergely Nagy Làszlò Jankovics Kornél Horváth        | 41,86    |
| 6     | Vereinigte Staaten | Joshua Walker Duriel Laird Brandon Royster Allen Simms             | 42,30    |
| 7     | Chinesisch Taipeh  | Ming-Yung Liu Ying-Chi Chen Ying-Yu Chen Chieh-Huan Lee            | 51,11    |
|       | Südafrika          | Janko Kotze Samuel Montsitsi Ruaan Vorster Nicolaas Grimbeeck      | DSQ      |

### Sprint-Staffel (100 m – 200 m – 300 m – 400 m)
| Platz | Land               | Athleten                                                                               | Zeit (s) |
| ----- | ------------------ | -------------------------------------------------------------------------------------- | -------- |
| 1     | Vereinigte Staaten | Jonathan Lott Bryan Sears Travon Walton Ivory McCann                                   | 1:51,29  |
| 2     | Südafrika          | William Mandla Nkosi Warren October Marnus Kritzinger Mark Van Soest                   | 1:52,49  |
| 3     | Japan              | Toshio Imura Takeshi Yoneda Masakatsu Tanaka Tsutomu Takahashi                         | 1:54,10  |
| 4     | Tschechien         | Tomáš Knébl Jan Mazanec Jirí Kmínek Jan Vrba                                           | 1:54,26  |
| 5     | Ungarn             | Gergely Lèpold Gergely Nagy Zsolt Prosser Sándor Gombos                                | 1:54,35  |
| 6     | Griechenland       | Evággelos Halastáras Loúis Tsátoumas Charilaos Pappas George Thriskos                  | 1:56,83  |
| 7     | Malaysia           | Mohd Shahrizal Mohamad Boniface Lejau Mohd Radzuan Nadzar Muhamad Zaiful Zainal Abidin | 1:56,99  |
| 8     | Slowenien          | Tilen Suhadolnik Matjaž Borovina Matjaz Bukovec Urh Kopitar                            | 1:59,25  |

### Hochsprung
| Platz | Athlet              | Land | Höhe (m) |
| ----- | ------------------- | ---- | -------- |
| 1     | Jacques Freitag     | RSA  | 2,16     |
| 2     | Kai Cui             | CHN  | 2,13     |
| 3     | Andrej Tschubsa     | BLR  | 2,13     |
| 4     | Pawel Dubizki       | KAZ  | 2,10     |
| 5     | Jirí Krehula        | CZE  | 2,10     |
| 5     | Shūhei Manabe       | JPN  | 2,10     |
| 7     | Phillip Nelson      | AUS  | 2,10     |
| 8     | Lukasz Krzaczkowski | POL  | 2,05     |

### Stabhochsprung
| Platz | Athlet                | Land | Höhe (m) |
| ----- | --------------------- | ---- | -------- |
| 1     | Sébastien Homo        | FRA  | 5,20     |
| 2     | Oleksandr Kortschmid  | UKR  | 5,10     |
| 3     | Rico Tepper           | GER  | 5,00     |
| 4     | Toshio Imura          | JPN  | 4,95     |
| 5     | Iwan Bontschew        | BUL  | 4,85     |
| 6     | Mikael Westö          | FIN  | 4,75     |
| 7     | Alberto Martinez      | ESP  | 4,65     |
| 8     | Paul Gensic           | USA  | 4,65     |
| 8     | Witscheslaw Ostapenko | RUS  | 4,65     |

### Weitsprung
| Platz | Athlet             | Land | Weite (m) |
| ----- | ------------------ | ---- | --------- |
| 1     | Yapeng Shang       | CHN  | 7,80      |
| 2     | Yoelmis Pacheco    | CUB  | 7,62      |
| 3     | Nicolaas Grimbeeck | RSA  | 7,59      |
| 4     | Loúis Tsátoumas    | GRE  | 7,54      |
| 5     | Jonathan Chimier   | MRI  | 7,47      |
| 6     | Liu Ta-Wei         | TPE  | 7,34      |
| 7     | Marijo Bakovic     | CRO  | 7,25      |
| 8     | Samuel Montsitsi   | RSA  | 7,06      |

### Dreisprung
| Platz | Athlet                      | Land | Weite (m) |
| ----- | --------------------------- | ---- | --------- |
| 1     | Ibrahim Mohamdein Aboubaker | QAT  | 15,96     |
| 2     | Yoandris Betanzos           | CUB  | 15,83     |
| 3     | Wiktor Jastrebow            | UKR  | 15,74     |
| 4     | Marian Oprea                | ROU  | 15,70     |
| 5     | Yapeng Shang                | CHN  | 15,39     |
| 6     | Allen Simms                 | USA  | 15,15     |
| 7     | Arzjom Wassilenka           | BLR  | 15,05     |
| 8     | Nikólaos Lagós              | GRE  | 14,86     |

### Kugelstoßen
| Platz | Athlet                   | Land | Weite (m) |
| ----- | ------------------------ | ---- | --------- |
| 1     | Robert Häggblom          | FIN  | 19,76     |
| 2     | Dimitri Gorschkow        | RUS  | 19,69     |
| 3     | Khalid Habash al-Suwaidi | QAT  | 19,44     |
| 4     | Alexander Heydemüller    | GER  | 19,31     |
| 5     | Kevin Smith              | RSA  | 18,81     |
| 6     | Scott Martin             | AUS  | 18,71     |
| 7     | Jan Tylce                | CZE  | 18,59     |
| 8     | Arnošt Holovský          | CZE  | 18,57     |

### Diskuswurf
| Platz | Athlet                   | Land | Weite (m) |
| ----- | ------------------------ | ---- | --------- |
| 1     | Chang Ming-huang         | TPE  | 64,14     |
| 2     | Huabing Zhang            | CHN  | 58,36     |
| 3     | Raine Munukka            | FIN  | 56,52     |
| 4     | Michal Hodun             | POL  | 56,27     |
| 5     | Daniel Taylor            | USA  | 55,96     |
| 6     | Peng Wang                | CHN  | 54,96     |
| 7     | Kris Coene               | BEL  | 54,89     |
| 8     | Khalid Habash al-Suwaidi | QAT  | 54,35     |

### Hammerwurf
| Platz | Athlet            | Land | Weite (m) |
| ----- | ----------------- | ---- | --------- |
| 1     | Krisztián Pars    | HUN  | 74,76     |
| 2     | Oleksandr Luzenko | UKR  | 73,68     |
| 3     | Alexei Elissejew  | RUS  | 73,68     |
| 4     | Oleh Chotenjuk    | UKR  | 73,53     |
| 5     | Alexei Korolew    | RUS  | 71,93     |
| 6     | Eşref Apak        | TUR  | 71,45     |
| 7     | József Horváth    | HUN  | 69,15     |
| 8     | Petri Rautio      | FIN  | 68,16     |

### Speerwurf
| Platz | Athlet              | Land | Weite (m) |
| ----- | ------------------- | ---- | --------- |
| 1     | Joachim Kiteau      | FRA  | 79,65     |
| 2     | Saku Kuusisto       | FIN  | 78,73     |
| 3     | Aleksandr Iwanow    | RUS  | 78,65     |
| 4     | Xuebao Yu           | CHN  | 77,11     |
| 5     | Mohamed al-Khulaifi | QAT  | 73,80     |
| 6     | Ahmed Abou-Jalala   | QAT  | 73,33     |
| 7     | Trevor Snyder       | CAN  | 72,94     |
| 8     | Seppo Hirvonen      | FIN  | 70,83     |

## Mädchen

### 100 m
| Platz | Athletin                | Land | Zeit (s) |
| ----- | ----------------------- | ---- | -------- |
| 1     | Veronica Campbell-Brown | JAM  | 11,49    |
| 2     | Lisa Sharpe             | JAM  | 11,52    |
| 3     | Adrianna Lamalle        | FRA  | 11,66    |
| 4     | LaShauntea Moore        | USA  | 11,66    |
| 5     | Patient Edem Emem       | NGR  | 11,74    |
| 6     | Donna Maylor            | GBR  | 11,76    |
| 7     | Katchi Habel            | GER  | 11,94    |
| 8     | Crystal Attenborough    | AUS  | 11,94    |

### 200 m
| Platz | Athletin           | Land | Zeit (s) |
| ----- | ------------------ | ---- | -------- |
| 1     | LaShauntea Moore   | USA  | 23,38    |
| 2     | Melaine Walker     | JAM  | 23,72    |
| 3     | Ana López          | CUB  | 23,97    |
| 4     | Nadine Palmer      | JAM  | 24,08    |
| 5     | Kerstin Grötzinger | GER  | 24,08    |
| 5     | Lenka Ficková      | CZE  | 24,08    |
| 7     | Maren Schulze      | GER  | 24,11    |
| 8     | Dorota Jedrusinska | POL  | 24,66    |

### 400 m
| Platz | Athletin              | Land | Zeit (s) |
| ----- | --------------------- | ---- | -------- |
| 1     | Monique Henderson     | USA  | 52,28    |
| 2     | Helen Okpanachi       | NGR  | 52,38    |
| 3     | Norma González        | COL  | 52,39    |
| 4     | Jana Wetscherkewitsch | RUS  | 53,45    |
| 5     | Libania Grenot        | CUB  | 54,43    |
| 6     | Michelle Louw         | RSA  | 54,45    |
| 7     | Jana Pittman          | AUS  | 55,06    |
| 8     | Zaneta Tomczyk        | POL  | 55,88    |

### 800 m
| Platz | Athletin           | Land | Zeit (min) |
| ----- | ------------------ | ---- | ---------- |
| 1     | Georgie Clarke     | AUS  | 2:05,90    |
| 2     | Tetjana Petljuk    | UKR  | 2:06,97    |
| 3     | Mihaela Olaru      | ROU  | 2:08,20    |
| 4     | Iryna Waschtschuk  | UKR  | 2:08,30    |
| 5     | Liliana Bărbulescu | ROU  | 2:11,97    |
| 6     | Agata Kiedrowicz   | POL  | 2:12,42    |
| 7     | Esther Desviat     | ESP  | 2:16,23    |
|       | Saray Balverdi     | CUB  | DNF        |

### 1500 m
| Platz | Athletin              | Land | Zeit (min) |
| ----- | --------------------- | ---- | ---------- |
| 1     | Zanelle Grobler       | RSA  | 4:23,06    |
| 2     | Sylvia Jebiwott Kibet | KEN  | 4:24,43    |
| 3     | Elaine du Plessis     | RSA  | 4:24,59    |
| 4     | Demelza Murrihy       | NZL  | 4:24,66    |
| 5     | Eunice Jepkirui Kirwa | KEN  | 4:27,78    |
| 6     | Adriana Vitková       | SVK  | 4:28,71    |
| 7     | Maerenet Gebray       | ETH  | 4:28,85    |
| 8     | Joanna Paruschewa     | BUL  | 4:29,39    |

### 3000 m
| Platz | Athletin                  | Land | Zeit (min) |
| ----- | ------------------------- | ---- | ---------- |
| 1     | Alice Jemeli Timbilili    | KEN  | 9:01,99    |
| 2     | Meseret Defar             | ETH  | 9:02,08    |
| 3     | Vivian Jepkemoi Cheruiyot | KEN  | 9:04,42    |
| 4     | Eloise Poppett            | AUS  | 9:05,05    |
| 5     | Elvan Abeylegesse         | TUR  | 9:08,29    |
| 6     | Malika Asahssah           | TUR  | 9:12,23    |
| 7     | Ikuko Nagao               | JPN  | 9:15,21    |
| 8     | Docus Inzikuru            | UGA  | 9:15,66    |

### 5000 m Bahngehen
| Platz | Athletin                | Land | Zeit (min) |
| ----- | ----------------------- | ---- | ---------- |
| 1     | Tatjana Koslowa         | RUS  | 22:31,93   |
| 2     | Maryna Zichanawa        | BLR  | 22:37,54   |
| 3     | Jekaterina Dergounowa   | RUS  | 22:54,59   |
| 4     | Luisa Paltín            | ECU  | 23:24,84   |
| 5     | María Hatzipanayiotídou | GRE  | 23:43,56   |
| 6     | Michelle French         | AUS  | 23:52,51   |
| 7     | Zuzana Malíková         | SVK  | 24:03,81   |
| 8     | Wioletta Spychalska     | POL  | 24:19,36   |

### 100 m Hürden
| Platz | Athletin           | Land | Zeit (s) |
| ----- | ------------------ | ---- | -------- |
| 1     | Adrianna Lamalle   | FRA  | 13,08    |
| 2     | Maren Freisen      | GER  | 13,42    |
| 3     | Anay Tejeda        | CUB  | 13,45    |
| 4     | Merize Theron      | RSA  | 13,56    |
| 5     | Stephanie Danner   | GER  | 13,74    |
| 6     | Melaine Walker     | JAM  | 13,80    |
| 7     | Cristina Sarrapino | ESP  | 13,88    |
| 8     | Ginnie Crawford    | USA  | 14,01    |

### 400 m Hürden
| Platz | Athletin          | Land | Zeit (s) |
| ----- | ----------------- | ---- | -------- |
| 1     | Jana Pittman      | AUS  | 57,87    |
| 2     | Ya Wu Jie         | CHN  | 58,32    |
| 3     | Patricia Hall     | JAM  | 58,67    |
| 4     | Nicola Sanders    | GBR  | 58,96    |
| 5     | Olessja Bufalowa  | RUS  | 59,16    |
| 6     | Zofia Malachowska | POL  | 59,50    |
| 7     | Patrícia Vieira   | POR  | 59,86    |
| 8     | Rachel Delphin    | AUS  | 60,50    |

### 4 × 100 m Staffel
| Platz | Land               | Athletinnen                                                                  | Zeit (min) |
| ----- | ------------------ | ---------------------------------------------------------------------------- | ---------- |
| 1     | Jamaika            | Nadine Palmer Melaine Walker Veronica Campbell Lisa Sharpe                   | 44,30      |
| 2     | Vereinigte Staaten | Ginnie Crawford Ashley Mitchell Raasin McIntosh Stephanie Durst              | 45,40      |
| 3     | Polen              | Dorota Wojtczak Dorota Jedrusinska Malgorzata Flejszar Anita Hennig          | 45,49      |
| 4     | Deutschland        | Katchi Habel Lisa Schorr Kerstin Grötzinger Christa Kaufmann                 | 45,50      |
| 5     | Japan              | Toyomi Hosokawa Kanui Takahashi Ayumi Ushihara Saeko Okayama                 | 46,51      |
| 6     | Chile              | Maria del Pilar Fuenzalida María José Echeverría Fabiola Hecht Daniela Pávez | 46,59      |
| 7     | Nigeria            | Patient Edem Emem Ajarat Yussuf Helen Okpanachi Oluyemi Fagbamila            | 46,72      |
| 8     | Südafrika          | Roxanne Goliath Merize Theron Cindy Peters Janice Josephs                    | 46,96      |

### Sprint-Staffel (100 m – 200 m – 300 m – 400 m)
| Platz | Land               | Athletinnen                                                                                | Zeit (min) |
| ----- | ------------------ | ------------------------------------------------------------------------------------------ | ---------- |
| 1     | Vereinigte Staaten | Stephanie Durst LaShauntea Moore Christy Fairley Monique Henderson                         | 2:07,71    |
| 2     | Polen              | Malgorzata Flejszar Dorota Wojtczak Hanna Wardowska Magdalena Uzarska                      | 2:09,19    |
| 3     | Ukraine            | Hanna Bordjugowa Wiktorija Lofizka Maryna Majdanowa Tetjana Petljuk                        | 2:11,13    |
| 4     | Japan              | Yoko Suzuka Maiko Takahashi Miki Nishimura Mayu Sato                                       | 2:11,72    |
| 5     | Brasilien          | Thatiana Regina Ignácio Gerlane Da Silva Gomes Pricila Dutra Lopes Perla Regina dos Santos | 2:12,13    |
| 5     | Slowenien          | Manja Praznik Nina Strazišcar Naja Ferjan Janja Prelovšek                                  | 2:12,13    |
| 7     | Neuseeland         | Sarah Phillips Jannah Fleetwood April Brough Michelle Prowse                               | 2:12,18    |
| 8     | Ungarn             | Adrienn Gròsz Nikolett Listár Zita Óvári Dóra Drobny                                       | 2:13,69    |

### Hochsprung
| Platz | Athletin            | Land | Höhe (m) |
| ----- | ------------------- | ---- | -------- |
| 1     | Anna Tschitscherowa | RUS  | 1,89     |
| 2     | Renáta Medgyesová   | SVK  | 1,83     |
| 3     | Gaëlle Niaré        | FRA  | 1,79     |
| 4     | Melanie Melfort     | GER  | 1,79     |
| 4     | Marina Aitowa       | KAZ  | 1,79     |
| 6     | Olena Holoscha      | UKR  | 1,79     |
| 7     | Eva Müller          | GER  | 1,79     |
| 8     | Blanka Vlašić       | CRO  | 1,75     |

### Stabhochsprung
| Platz | Athletin                   | Land | Höhe (m) |
| ----- | -------------------------- | ---- | -------- |
| 1     | Jelena Issinbajewa         | RUS  | 4,10     |
| 2     | Floé Kühnert               | GER  | 4,05     |
| 3     | Vanessa Boslak             | FRA  | 4,00     |
| 4     | Annu Mäkelä                | FIN  | 4,00     |
| 5     | Kateřina Baďurová          | CZE  | 3,75     |
| 5     | Natalija Kuschtsch-Masuryk | UKR  | 3,75     |
| 7     | Karla McGee                | CAN  | 3,65     |
| 8     | Emilia Struska             | POL  | 3,50     |

### Weitsprung
| Platz | Athletin          | Land | Weite (m) |
| ----- | ----------------- | ---- | --------- |
| 1     | Zhou Yangxia      | CHN  | 6,29      |
| 2     | Jenniina Halkoaho | FIN  | 6,24      |
| 3     | Alina Militaru    | ROU  | 6,22      |
| 4     | Elena Anghelescu  | ROU  | 6,04      |
| 5     | Irina Melschina   | RUS  | 5,99      |
| 6     | Yoko Suzuka       | JPN  | 5,90      |
| 7     | Saeko Okayama     | JPN  | 5,86      |
| 8     | Teresa Dobija     | POL  | 5,75      |

### Dreisprung
| Platz | Athletin           | Land | Weite (m) |
| ----- | ------------------ | ---- | --------- |
| 1     | Mabel Gay          | CUB  | 13,82     |
| 2     | Anastassija Iljina | RUS  | 13,59     |
| 3     | Yusmay Bicet       | CUB  | 13,58     |
| 4     | Zhou Yangxia       | CHN  | 13,26     |
| 5     | Renáta Medgyesová  | SVK  | 13,22     |
| 6     | Irina Beskrovnaja  | SVK  | 13,12     |
| 7     | Stéphanie Luzieux  | FRA  | 12,95     |
| 8     | Anniina Lindholm   | FIN  | 12,82     |

### Kugelstoßen
| Platz | Athletin           | Land | Weite (m) |
| ----- | ------------------ | ---- | --------- |
| 1     | Hong Mei           | CHN  | 15,57     |
| 2     | Natallja Charaneka | BLR  | 15,57     |
| 3     | Chiara Rosa        | ITA  | 14,64     |
| 4     | Marinela Colibasan | ROU  | 14,57     |
| 5     | Katsiaryna Rulko   | BLR  | 14,41     |
| 6     | Lucia Korceková    | SVK  | 14,16     |
| 7     | Joanna Rozko       | POL  | 13,97     |
| 8     | Victoria Lowrie    | NZL  | 13,86     |

### Diskuswurf
| Platz | Athletin           | Land | Weite (m) |
| ----- | ------------------ | ---- | --------- |
| 1     | Hong Mei           | CHN  | 52,18     |
| 2     | Julia Bremser      | GER  | 51,83     |
| 3     | Deborah Lovely     | AUS  | 49,14     |
| 4     | Vera Begić         | CRO  | 48,80     |
| 5     | Claire Smithson    | GBR  | 47,76     |
| 6     | Tanya Bloem        | RSA  | 47,26     |
| 7     | Emily Duran        | USA  | 45,76     |
| 8     | Marinela Colibasan | ROU  | 44,75     |

### Hammerwurf
| Platz | Athletin           | Land | Weite (m) |
| ----- | ------------------ | ---- | --------- |
| 1     | Kamila Skolimowska | POL  | 63,94     |
| 2     | Yunaika Crawford   | CUB  | 57,56     |
| 3     | Ivana Brkljačić    | CRO  | 55,69     |
| 4     | Alena Matoschka    | BLR  | 54,51     |
| 5     | Julija Denisowa    | RUS  | 51,80     |
| 6     | Silke Grundmann    | GER  | 50,15     |
| 7     | Ariadna Salgado    | ESP  | 49,77     |
| 8     | Olga Andrejewa     | RUS  | 49,75     |

### Speerwurf
| Platz | Athletin         | Land | Weite (m) |
| ----- | ---------------- | ---- | --------- |
| 1     | Olivia Norris    | GER  | 52,03     |
| 2     | Xénia Frajka     | HUN  | 49,76     |
| 3     | Halina Kachawa   | BLR  | 49,62     |
| 4     | Stefanie Hessler | GER  | 48,39     |
| 5     | Goldie Sayers    | GBR  | 47,86     |
| 6     | Inga Kožarenoka  | LVA  | 47,25     |
| 7     | Monica Stoian    | ROU  | 47,25     |
| 8     | Xiaochuan Li     | CHN  | 47,03     |

## Abkürzungen
- WR = Weltrekord
- WU20R = U20-Weltrekord
- OR = olympischer Rekord
- YOR = olympischer Jugendrekord
- AR = Kontinentalrekord
- AU20R = U20-Kontinentalrekord
- NR = nationaler Rekord
- NU20R = nationaler U20-Rekord
- CR = Meisterschaftsrekord
- MR = Veranstaltungsrekord
- WB = Weltbestleistung
- WU20B = U20-Weltbestleistung
- WU18B = U18-Weltbestleistung
- AB = Kontinentalbestleistung
- AU20B = U20-Kontinentalbestleistung
- AU18B = U18-Kontinentalbestleistung
- NB = nationale Bestleistung
- NU20B = nationale U20-Bestleistung
- NU18B = nationale U18-Bestleistung
- PB = persönliche Bestleistung
- SB = persönliche Saisonbestleistung
- QB = Qualifikationsbestleistung
- WL = Weltjahresbestleistung
- WU20L = U20-Weltjahresbestleistung
- WU18L = U18-Weltjahresbestleistung
- DSQ = disqualifiziert (engl. Disqualified)
- DNS = Wettkampf nicht angetreten (engl. Did Not Start)
- DNF = Wettkampf nicht beendet (engl. Did Not Finish)

## Medaillenspiegel
| Medaillenspiegel (Endstand nach 39 Entscheidungen) | Medaillenspiegel (Endstand nach 39 Entscheidungen) | Medaillenspiegel (Endstand nach 39 Entscheidungen) | Medaillenspiegel (Endstand nach 39 Entscheidungen) | Medaillenspiegel (Endstand nach 39 Entscheidungen) | Medaillenspiegel (Endstand nach 39 Entscheidungen) |
| Platz                                              | Land                                               | Gold                                               | Silber                                             | Bronze                                             | Gesamt                                             |
| -------------------------------------------------- | -------------------------------------------------- | -------------------------------------------------- | -------------------------------------------------- | -------------------------------------------------- | -------------------------------------------------- |
| 01                                                 | Kenia                                              | 5                                                  | 2                                                  | 3                                                  | 10                                                 |
| 02                                                 | Russland                                           | 4                                                  | 3                                                  | 3                                                  | 10                                                 |
| 03                                                 | Volksrepublik China                                | 4                                                  | 3                                                  | 0                                                  | 7                                                  |
| 04                                                 | Vereinigte Staaten                                 | 4                                                  | 2                                                  | 1                                                  | 7                                                  |
| 05                                                 | Südafrika                                          | 4                                                  | 1                                                  | 3                                                  | 8                                                  |
| 06                                                 | Frankreich                                         | 4                                                  | 0                                                  | 3                                                  | 7                                                  |
| 07                                                 | Jamaika                                            | 3                                                  | 3                                                  | 2                                                  | 8                                                  |
| 08                                                 | Australien                                         | 2                                                  | 0                                                  | 1                                                  | 3                                                  |
| 09                                                 | Vereinigtes Königreich                             | 2                                                  | 0                                                  | 0                                                  | 2                                                  |
| 010                                                | Kuba                                               | 1                                                  | 5                                                  | 3                                                  | 9                                                  |
| 011                                                | Deutschland                                        | 1                                                  | 3                                                  | 2                                                  | 6                                                  |
| 012                                                | Finnland                                           | 1                                                  | 2                                                  | 1                                                  | 4                                                  |
| 13                                                 | Katar                                              | 1                                                  | 1                                                  | 1                                                  | 3                                                  |
| 13                                                 | Polen                                              | 1                                                  | 1                                                  | 1                                                  | 3                                                  |
| 015                                                | Ungarn                                             | 1                                                  | 1                                                  | 0                                                  | 2                                                  |
| 016                                                | Chinesisch Taipeh                                  | 1                                                  | 0                                                  | 0                                                  | 1                                                  |
| 017                                                | Äthiopien                                          | 0                                                  | 4                                                  | 0                                                  | 4                                                  |
| 018                                                | Ukraine                                            | 0                                                  | 3                                                  | 2                                                  | 5                                                  |
| 019                                                | Belarus                                            | 0                                                  | 2                                                  | 2                                                  | 4                                                  |
| 020                                                | Japan                                              | 0                                                  | 1                                                  | 2                                                  | 3                                                  |
| 21                                                 | Nigeria                                            | 0                                                  | 1                                                  | 0                                                  | 1                                                  |
| 21                                                 | Slowakei                                           | 0                                                  | 1                                                  | 0                                                  | 1                                                  |
| 023                                                | Rumänien                                           | 0                                                  | 0                                                  | 2                                                  | 2                                                  |
| 24                                                 | Italien                                            | 0                                                  | 0                                                  | 1                                                  | 1                                                  |
| 24                                                 | Kanada                                             | 0                                                  | 0                                                  | 1                                                  | 1                                                  |
| 24                                                 | Kolumbien                                          | 0                                                  | 0                                                  | 1                                                  | 1                                                  |
| 24                                                 | Kroatien                                           | 0                                                  | 0                                                  | 1                                                  | 1                                                  |
| 24                                                 | Kuwait                                             | 0                                                  | 0                                                  | 1                                                  | 1                                                  |
| 24                                                 | Marokko                                            | 0                                                  | 0                                                  | 1                                                  | 1                                                  |
| 24                                                 | Saudi-Arabien                                      | 0                                                  | 0                                                  | 1                                                  | 1                                                  |
| Gesamt                                             | Gesamt                                             | 39                                                 | 39                                                 | 39                                                 | 117                                                |